# Gurinder Chadha
Gurinder Chadha (Nairobi, Kenia; 10 de enero de 1960) es una directora de cine británica de origen indio. Sus filmes exploran generalmente la vida de indios viviendo en el Reino Unido. Es más conocida por el exitoso filme Bend It Like Beckham (2002).

## Biografía
Nació en Kenia, pero su familia se mudó a Southall (Londres) cuando ella tenía dos años. Allí asistió a la Escuela Primaria Clifton. Obtuvo un trabajo como reportera en BBC Radio hasta que realizó un documental para Channel 4 en 1989. Empezó a trabajar en la industria cinematográfica en 1993. Está casada con el realizador fílmico Paul Mayeda Berges, con quien colabora en algunas ocasiones; son padres de una pareja de gemelos.

### Carrera
Su primer trabajo como cineasta fue el documental I'm English but... para Channel 4, donde narraba la historia de jóvenes británico-asiáticos. En 1990 fundó una compañía productora, Umbi Films. Su primer trabajo cinematográfico fue el cortometraje de 11 minutos Nice Arrangement (1991) acerca de una boda británica-asiática. 
Escribió el guion para The Mistress of Spices (basada en la novela homónima de Chitra Banerjee Divakaruni) junto con su esposo, quien dirigió el filme.
En 2005 apareció en el programa de la BBC Your London, en el cual narró la historia de un príncipe sikh que vivió en Londres en el siglo XIX. En 2006 participó en la serie de la BBC Who Do You Think You Are?, en la cual rastreó las raíces sikh de su familia hasta Kenia y antes que eso en Panyab (India).
Aunque la BBC había confirmado que ella dirigiría un filme adaptando la popular serie de TV Dallas, abandonó el proyecto en 2007. Fue nombrada Oficial del Imperio Británico (OBE) el 17 de junio de 2006.

## Filmografía
2017: El último virrey de la India. 
... 
- It's a Wonderful Afterlife (2010)
- Angus, Thongs and Full-Frontal Snogging (2008)
- Paris, je t'aime! (2006, segmento "Quais de Seine")
- The Mistress of Spices (2005, guion)
- Bodas y prejuicios (2004)
- Bend It Like Beckham (2002)
- What's Cooking? (2000)
- Rich Deceiver (1995, drama de dos partes para la BBC)
- A Nice Arrangement (1994)
- What Do You Call an Indian Woman Who's Funny? (1994)
- Bhaji on the Beach (1993)
- Acting Our Age (1992)
- Pain, Passion and Profit (1992)
- I'm British But... (1990, TV)